# Myself (Changin’ My Life의 노래)
〈Myself〉(마이셀프, マイセルフ)는 Changin' My Life의 세 번째 싱글이다.

## 미디어에서의 사용
New Future
- TV 도쿄 계열 애니메이션 《満月をさがして / 만월을 찾아서》(한국어 제목: 달빛천사) 첫 번째 닫는 곡, 삽입곡. 또, 작품 내에서 코야마 미츠키(한국어 이름: 루나)가 ‘풀문’으로 오디션에서 사용

Myself
- TV 도쿄 계열 애니메이션 《満月をさがして》 두 번째 닫는 곡. 작품 내에서 풀문의 데뷔 곡.[주 1]

## 수록 내용
| #  | 제목                          | 작사 | 작곡                                | 재생 시간 |
| -- | ----------------------------- | ---- | ----------------------------------- | --------- |
| 1. | 〈Myself〉                    | myco | 타나베 신타로 (편곡: 헨미 노리타카) |           |
| 2. | 〈New Future〉                | myco | 타나베 신타로, 헨미 노리타카        |           |
| 3. | 〈Myself〉 (Original Karaoke) |      |                                     |           |

## 한국어 버전
〈New Future〉(뉴 퓨처)와 〈Myself〉(마이 셀프)는 이용신이 한국어 버전으로 부른 곡이다.  2004년에 나온 곡이지만 2019년에 음원으로 리메이크되어 발매됐다.
한국어 개사는 ‘New Future’은 윤희선, 신동식이,  ‘Myself’는 신동식이 맡았다.

### 미디어에서의 사용
New Future
- 투니버스의 애니메이션 《달빛천사》첫 번째 닫는 곡

Myself
- 투니버스의 애니메이션 《달빛천사》두 번째 닫는 곡

## 노래방 번호
| 제목       | 일본판 | 일본판    | 일본판  | 일본판                                          | 한국 더빙판 | 한국 더빙판 |
| 제목       | 금영   | TJ 미디어 | DAM     | JOYSOUND                                        | 금영        | TJ 미디어   |
| ---------- | ------ | --------- | ------- | ----------------------------------------------- | ----------- | ----------- |
| New Future | 41962  | 25903     | 6861-15 | 57878 966981 (보컬 어시스트) 907180 (기타 악보) | 81642       | 17708       |
| Myself     | 41764  | 25391     | 6861-04 | 22972 904911 (기타 악보)                        | 81611       | 82097       |

## 같이 보기
- myco - 일본의 성우 겸 가수
- 이용신 - 대한민국의 성우 겸 가수
- 달빛천사 - 노래가 사용된 TV 애니메이션

| TV 애니메이션 《만월을 찾아서》 닫는 곡 2002년 4월 6일 (1화) ~ 5월 11일 (6화) |                                 |                                            |
| 이전 곡: (없음)                                                               | Changin’ My Life 〈New Future〉 | 다음 곡: Changin’ My Life 〈Myself〉       |
| 2002년 5월 18일 (7화) ~ 9월 28일 (26화)                                       |                                 |                                            |
| 이전 곡: Changin’ My Life 〈New Future〉                                      | Changin’ My Life 〈Myself〉     | 다음 곡: Changin’ My Life 〈ETERNAL SNOW〉 |
| 2003년 3월 29일 (52화)                                                        |                                 |                                            |
| 이전 곡: Changin’ My Life 〈Love Chronicle〉                                  | Changin’ My Life 〈New Future〉 | 다음 곡: (없음)                            |
| TV 애니메이션 《달빛천사》 닫는 곡 1화 ~ 6화                                  |                                 |                                            |
| 이전 곡: (없음)                                                               | 이용신 〈New Future〉           | 다음 곡: 이용신 〈Myself〉                 |
| 7화 ~ 26화                                                                    |                                 |                                            |
| 이전 곡: 이용신 〈New Future〉                                                | 이용신 〈Myself〉               | 다음 곡: 이용신 〈Eternal Snow〉           |
| 52화                                                                          |                                 |                                            |
| 이전 곡: 이용신 〈Love Chronicle〉                                            | 이용신 〈New Future〉           | 다음 곡: (없음)                            |